# Heilig Hartbeeld (Lith)
Het Heilig Hartbeeld is een standbeeld in de Nederlandse plaats Lith, in de provincie Noord-Brabant.

## Achtergrond
Dit Heilig Hartbeeld werd in mei 1927 door de parochianen aangeboden aan pastoor Petrus van der Linden, ter gelegenheid van diens zilveren priesterfeest. Het beeld werd gemaakt door de beeldhouwer August Falise en opgericht naast de Lambertuskerk.

## Beschrijving
Het beeld van de staande Christusfiguur vertoont een sterke symmetrie. Hij is gekleed in een lang, gedrapeerd gewaad en verheft zijn handen in de orantehouding. Op zijn borst is binnen een doornenkroon het Heilig Hart zichtbaar, achter zijn hoofd een nimbus.
De sokkel is voorzien van een inscriptie, met de tekst 

HET LITSCHE VOLK
AAN
CHRISTUS KONING
1927